# Тумаш, Витовт
Ви́товт (Ви́тольд) Тумаш (бел. Вітаўт Тумаш, псевдоним Си́мон Бра́га; 20 декабря 1910, м. Спяглица, Виленская губ. — 27 апреля 1998, Нью-Йорк, США) — белорусский историк, общественный и политический деятель.

## Биография
Витовт (Витольд) Тумаш родился 20 декабря 1910 г. в населенном пункте Спяглица Свенцянского уезда Виленской губернии (сейчас деревня Светиловичи, Сморгонский район, Гродненская область, Белоруссия).
В годы Первой мировой войны семья выехала на территорию Литвы, где Витовт пошёл в школу. В начале 1920-х годов учился в Виленской белорусской гимназии, после окончания которой поступил на медицинский факультет Виленского университета. Редактировал белорусские издания, в том числе сборники поэта Максима Танка. Входил в круг сторонников В. Годлевского. В мае 1939 года получил диплом врача.
Накануне Второй мировой войны вместе с доктором Николаем Щорсом проходил практику на Волыни. В 1940—1941 годах проживал в Лодзи, где возглавлял местный отдел Белорусской народной самопомощи.
С июля по ноябрь 1941 года под угрозой ареста вынужден был работать бургомистром Минска во время немецкой оккупации. Своими решительными действиями воспрепятствовал распространению эпидемии в Минске. Совместно с военным комендантом подписал в июле 1941 года приказ о создании Минского гетто.
В конце 1941 года выехал в Берлин, где работал в берлинском отделе Белорусской народной самопомощи. Был редактором первой пражской книги Ларисы Гениюш «Ад родных ніў» (1942). С 1943 года — редактор газеты. Писал работы по славянской историографии под псевдонимом Симон Брага.

## В эмиграции
После войны остался в эмиграции в Европе. В 1946 году в лагере DP Ватенштет издавал журнал «Медицинская мысль» («Мэдычная Думка»). Некоторое время работал в UNRRA (United Nations Reliefand Rehabilitation Administration — Администрации помощи и восстановления Объединенных Наций).
В  ноябре 1950 года переехал в США. 26 октября 1951 года получает «declaration of intention», то есть «декларацию о намерении» (стать американским гражданином). Снимал квартиру в Бронксе на 138-й улице.
В начале 1952 года согласился по просьбе Президента БНР Н. Абрамчика редактировать газету «Беларус». Издал два номера (№ 1 и № 2), в дальнейшем от редактирования отказался. С апреля 1952 года доктор Тумаш работал в одной из нью-йоркских больниц с зарплатой $250 в месяц, предварительно пройдя короткую интернатуру в Нью-Джерси.
В Штатах стал главным редактором журнала «Запісы», который выходил раз в четыре месяца под крылом Белорусского института науки и искусства (Whiteruthenian Institute of Arts and Sciences), который был основан в 1953 году в качестве некоммерческой организации. На базе института издавал журналы («Запісы БІНіМу» и «Конадні»).
Входил в состав «антикоммунистической организации» Union of Byelarussian doctors (Союз белорусских врачей) и Белорусско-американской ассоциации (англ. The Belarusan-American Association, Inc., белор. Беларуска-амэрыканскае задзіночаньне), в которой был председателем Нью-Йоркского филиала.
В феврале 1954 года у него состоялся первый контакт с агентом ЦРУ. 1 октября 1954 года доктор подписал бумагу о системном сотрудничестве. Он стал covert consultant — секретным консультантом. Псевдоним — Fredereick K. Vonel. Криптоним для внутреннего использования в ЦРУ — AECAMBISTA 16.
В 1979—1982 годах — председатель Фонда имени П. Кричевского.
Знал белорусский, польский, русский, украинский, литовский, немецкий и английский языки.
Скоропостижно умер от кровоизлияния в мозг. Похоронен на белорусском кладбище в Ист-Браунсвику в Нью-Джерси (США).

### Книги
- Выбраныя творы / Вітаўт Тумаш; [Ад рэд. Г. Сагановіч]. — Мн.: [Б.в.], 2002. — 246 с. — (Бібліятэка часопіса «Беларускі Гістарычны Агляд»; Серыя «Досьледы»). — ISBN 978-5272-09-2.

### Артикулы
- Ад сіняга неба да шэрай зямлі. Трыццацілетні творчы шлях Натальлі Арсеньневай / С. Брага // Бацькаўшчына. — 1952. — № . — 25 сакавіка. — С. 4 — 5; № . — 6 красавіка. — С. 3 — 4.
- Аўген фон Энгэльгардт / Р. Максімовіч // Бацькаўшчына. — 1948. — № 41 (44). — 26 сьнежаня. — С. 2.
- Беларускаму календару 450 гадоў / С. Брага // Беларус. — 1972. — № 188. — Сьнежань. — С.
- Беларуская Віленская гімназія // Полацак. — 1992. — № 3 (13). — С. 48 — 52; № 4 (14). — С. 55 — 57; № 5 (15). — С. 49 — 51; № 9 .919). — С. 37 — 40.
- Беларускі Інстытут Навукі й Мастацтва: Да 25-годзьдзя дзейнасці // Запісы. — 1977. — Кн. 15. — С. 79 — 81, 83.
- Верны сын Лагойскай зямлі / Р. Максімовіч // Беларус. — 1972. — № 185. — Верасень. — С. 4.
- Даклад пра Рыгора Хадкевіча / Прысутны // Беларус. — 1969. — № 151. — С. 5.
- Ліст у Рэдакцыю / В. Тумаш // Бацькаўшчына. — 1956. — № 27 (309). — 1 ліпеня. — С.
- Рэферат у Ню Брансьвіку // Беларус. — 1966. — № 110. — С. 6.
- У Беларускім Інстытуце Навукі і Мастацтва / Б. С. // Беларус. — 1966. — № 110. — С. 1.
- Угодкі друку на беларускай зямлі / С. Брага // Беларус. — 1972. — № 186. — Кастрычнік. — С.
- Францішак Скарына з Полацку / В. Тумаш // Беларускі свет. — 1989. — № 21 (50). — С. 19 — 32.

## Семья
Отец — Ян Тумаш (род. в 1885 году) был плотником. Мать — Петронелла Канапелько (род. в 1888 году).
Жена — Ксения Тумаш (в девичестве Григорчук). Дочь — Ярослава Тумаш, родилась в Лицманштадте (сейчас Лодзь, Польша) 1 декабря 1942 года. Сын — Витовт Тумаш, родился в Дрютте (Германия) 11 сентября 1946 года.